# Рубановское
Рубановское (укр. Рубанівське) — село,
Письменский поселковый совет,
Васильковский район,
Днепропетровская область,
Украина.
Код КОАТУУ — 1220755410. Население по переписи 2001 года составляло 233 человека.

## Географическое положение
Село Рубановское находится на берегу реки Соломчина,
выше по течению на расстоянии в 2 км расположено село Вербовское,
ниже по течению на расстоянии в 2 км расположено село Новоивановка.
Река в этом месте пересыхает, на ней сделано несколько запруд.

## История
- XVIII век — основание села.